# Миджнашхар
Миджна́шхар (арм. Միջնաշխարհ, букв. Среди́нная страна́) — территория в средней части Армянского нагорья, которая представляет собой обширное плоскогорье, изрезанное горами и долинами. Окружена естественной средой многочисленных горных хребтов и гор, поэтому ещё с древности называлась Срединной страной. Горная цепь Армянского хребта тянется начиная с горы Арарат до реки Ефрат, тем самым деля Срединную страну на северную и южную части. В административном отношении Миджнашхар приблизительно соответствует провинции Айрарат Великой Армении. Здесь находились почти все столицы Армении — Армавир, Ервандашат, Арташат, Вагаршапат, Двин, и последняя столица армянского царства Ани.